# Janusz Lemański (duchowny)
Janusz Lemański (ur. 17 stycznia 1966 w Koczale) – polski ksiądz katolicki, kapłan diecezji koszalińsko-kołobrzeskiej, prof. dr hab. nauk teologicznych z zakresu biblistyki, pracownik naukowy Uniwersytetu Szczecińskiego.

## Życiorys
Pochodzi z parafii pw. NMP Wspomożycielki Wiernych w Miastku. W latach 1985–1991 odbył studia filozoficzno-teologiczne w WSD Koszalin. Święcenia kapłańskie otrzymał w Koszalinie 15 czerwca 1991 z rąk biskupa Ignacego Jeża. Objął obowiązki wikariusza w parafii św. Józefa w Słupsku (do 1993), następnie studia licencjackie na Pontificio Istituto Biblico w Rzymie (1993–1997), doktorat na Uniwersytecie Gregorianum w Rzymie (1999) na podstawie pracy: Le tradizioni sull’arca e il contesto storico-teologico del trasferimento dell’arca a Gerusalemme (2 Sam 6).
Po powrocie do kraju wykładał  w seminarium, od 2004 był adiunktem na Wydziale Teologicznym Uniwersytetu Szczecińskiego. W 2005 habilitował się na podstawie pracy: Sprawisz, abym ożył (Ps 71,20b). Źródła nadziei na zmartwychwstanie w Starym Testamencie. Autor wielu publikacji o tematyce biblijnej. Przewodnik pielgrzymek do Ziemi Świętej. Od 2016 ma tytuł profesora nauk teologicznych.

## Publikacje
- 2002: Pięcioksiąg dzisiaj (Studia Biblica 4)
- 2004: „Sprawisz, abym ożył” (Ps 71,20b). Źródła nadziei na zmartwychwstanie w Starym Testamencie (Rozprawy i Studia 532)